# Samantha Sin
Pour les articles homonymes, voir Samantha (homonymie) et Sin.
 (août 2017).
Si vous disposez d'ouvrages ou d'articles de référence ou si vous connaissez des sites web de qualité traitant du thème abordé ici, merci de compléter l'article en donnant les références utiles à sa vérifiabilité et en les liant à la section « Notes et références ».
Samantha Sin, née le 13 février 1985 à Mesa en Arizona, est une actrice pornographique américaine. Elle est également connue sous les pseudos Kay (chez FTV), Heather (chez Nubiles) Samantha Sinn, Sammy Sin, Sam Milby et Melody.

## Biographie

### Une jeunesse précoce
Samantha Sin est née et a grandi à Mesa en Arizona, d'ailleurs elle dira de sa ville, que c'est la Salt Lake City de l'Arizona, car les gens sont mormons et très coincés.
Samantha Sin a usé les mêmes bancs d'école que Courtney Simpson (son vrai nom est Courtney Cox), une fille de bonne famille mormon et prude qui deviendra plus tard une actrice porno. Mais bien qu'elles se connaissent, elles ne seront jamais amies.
En 1999, à 14 ans, elle a perdu sa virginité avec son petit ami du moment qui avait 17 ans.
En 2001, à 16 ans, pour faire plaisir à son petit ami tchécoslovaque de 19 ans qui avait l'habitude de pratiquer le sexe anal, Samantha Sin reçoit sa première sodomie. À cette occasion, ils utilisèrent du shampooing Pantene Pro V comme lubrifiant.
En 2003, à 18 ans, Samantha Sin réalise un fantasme : avec son petit ami, elle fait l'amour attachée.

### Ses débuts
En 2003, à 18 ans, elle commence à poser comme modèle soft dans des sites Internet érotiques comme Nubiles ou FTV en cachette en utilisant plusieurs pseudos différents. Malgré ses multiples alias, Samantha Sin est reconnaissable, par ses deux étoiles tatouées sur le ventre.
Sous le pseudo de Kay, Samantha Sin fait des photos d'exhibition et de masturbation.
En tant que Heather et Melody, respectivement pour les sites Nubiles et Amateur Allure (en 2006), elle est filmée en train de pratiquer des fellations et recevoir des éjaculations faciales.
En 2004, à 19 ans, Samantha Sin ouvre son propre site Internet pornographique, sous le pseudo de Sammy Sin.
Quand ses amis ont découvert que Samantha était dans le porno, beaucoup lui ont conseillé d'arrêter. D'ailleurs le pseudo Melody fait référence au prénom de la mère d'un de ses amis qui a essayé de la dissuader de faire du porno.
Les parents de Samantha Sin ont découvert que leur fille tourne dans des films pornographiques à Los Angeles par un coup de fil anonyme, le jour de la fête des pères.
En juin 2005, à 20 ans, elle tourne dans sa première scène pornographique sous la direction de Ed Powers dans le film Dirty Débutantes # 322. Depuis elle ne fera que du hardcore. La même année, Samantha Sin signe chez Red Light District Video, et elle tourne dans leurs productions. Samantha adore jouer les scènes anales et lesbiennes (Samantha Sin est ouvertement bisexuelle). En outre, elle effectue également des scènes de creampie.
Le 14 août 2006, sort Plucked then fucked une production des studios Combat Zone. Samantha Sin est l'une des performeuses choisies par Melissa Lauren pour jouer dans son premier film en tant que réalisatrice. Plucked then fucked est un gonzo hard, intense, très anal, avec que des nouvelles starlettes au générique comme Samantha Sin qui était au début de sa carrière, mais aussi Nautica Evans, Arial Alexus, Lindsey Meadows et Vanessa Figueroa. Samantha Sin est choisie pour figurer sur la jacquette du DVD du film.
En 2007, Samantha Sin tourne un film ayant comme thème central l'éjaculation féminine, intitulé Real Squirters 3, réalisé par Stoney Curtis, avec Lexi Love, Marsha Lord et Emma Cummings. Ce film est sorti en France la même année sous le titre de Femmes fontaines 2, distribué par JTC Video.
En août 2007, Samantha Sin tourne dans le film Secretary's day de Zak Wylde, avec Tory Lane, Jordana James, Alektra Blue et Lindsey Meadows. Ce film conte les histoires de secrétaires sérieuses et bien sous tous rapports avec lunettes et tailleur strict mais qui une fois que les cheveux sont défaits, deviennent de véritables prédatrices.
En janvier 2008, Samantha Sin est venue aux AVN Award 2008 avec sa petite sœur Sasha Sin (née le 13 mai 1988 à Mesa), qui est aussi une actrice pornographique depuis 2006.
En avril 2008, Samantha Sin est au Adultcon 14 qui se déroule du 25 au 27 avril 2008 au Convention Center à Los Angeles. Le Adultcon 14 est une convention où des fans peuvent acheter des autographes, des photos ou des DVD, directement aux pornstars.

### Sa maturité
Le 3 mai 2008, Samantha Sin participe à un tournoi de catch érotique, où les lutteuses sont topless et doivent s'affronter au corps à corps au MGM Grand Hotel à Las Vegas.
En juin 2008, première incursion de Samantha Sin dans les productions européennes. Samantha Sin tourne un film anglais intitulé Slam it! In a young whore (en français le film s'intitule : Sasha et les apprenties salopes, distribué par Marc Dorcel), réalisé par Dave West. Aux côtés de l'actrice, on retrouve les grandes actrices du genre, Sasha Grey, Dana DeArmond, Alexis Texas, Priva, Jennifer Dark et Keisha Kane.
En juillet 2008, elle devient coanimatrice de l'émission Dirty Divas avec Darryl Hannah. C'est un reality show qui passe le mardi soir de 22 heures à 23 heures sur la chaîne Rude TV.
Le 19 juillet 2008, Samantha Sin et Charlotte Vale donnent une prestation en live diffusée sur Internet par Device Bondage, un site consacré aux pratiques sado-masochistes. À 23 ans, Samantha Sin est une vétéran des sites de servitude. Samantha Sin a commencé à pratiquer les scènes de bondage en 2006, où elle est forcée d'endurer les formes les plus intenses de contrainte y compris les dispositifs en bois et métal destiné à créer la soumission et l'inconfort.

### La consécration
En janvier 2009, Samantha Sin était présente lors du AVN 2009 Adult Entertainment Expo Show de Las Vegas, car elle était nommée à cette occasion pour la meilleure scène de sexe orale pour le film Night of the giving head (2008), une parodie X de La Nuit des morts-vivants. Mais elle reçoit un AVN Award collectif (avec Nikki Rhodes, Alan Stafford, Chris Johnson, Claire Dames et Jack Vegas) pour la scène de sexe la plus outrageuse pour ce même film.
Le 5 octobre 2009, la chaîne Penthouse HDTV apparaît. Samantha Sin devient une des Penthouse Pets de la chaîne.
En 2010, Samantha Sin tourne avec Gina Lynn, Breanne Benson, Angie Savage et Lela Star dans une parodie réussie de Alerte à Malibu, intitulé This ain't Baywatch XXX, qui copie fidèlement la série des années 90. Même le générique a été réécrit dans une version plus sexy.
En juillet 2010, Samantha Sin participe à un film destiné aux looners, c'est-à-dire basé sur le fétichisme des ballons de baudruche. Ce film intitulé Blow to pop est réalisé par Brett Reisner des studios Tru filth, spécialisé dans le domaine du fétichisme. Samantha Sin tourne ce film pornographique originale avec Savannah Stern, Missy Stone, Mika Tan, Brooke Haven, Mia Smiles et Kelly Skyline.
En octobre 2010 sort une parodie réussie de la série américaine Cops, baptisée Cops XXX Parody Too.
Le casting est composé de Samantha Sin, Ashli Orion, Kelly Surfer, et Kaci Starr pour les civils. L'actrice Cassandra Cruz, et les acteurs Chris Evans, Joe Blow, Seth Dickens et Tim Von Swine jouent les policiers.

## Physique
Samanta Sin mesure 1,63 m et pèse 50 kg.
Bien que Samantha Sin ait des origines métissées, avec du sang cherokee, allemand et anglais, elle est néanmoins blonde (parfois elle apparaît aussi en brune) aux yeux bleus.
Mensurations : 90-68-84 (taille US 34C-27-33)
Tatouage : En ce qui concerne les tatouages, Samantha a deux étoiles à cinq branches, une rouge et une bleue, tatouées sur le ventre. Sur le bas de son dos est tatoué : Amanda among shooting stars, et un autre sur le mollet de la jambe droite.
Piercing : En 2003, Samantha Sin porte des piercings sur ses tétons, mais elle les a retirés depuis. Elle porte toujours un piercing sur le nombril.
Poitrine : À ses débuts, sa poitrine était naturelle et mesure du 34C (90C). Depuis juin 2010, Samantha Sin a subi une opération esthétique pour augmenter sa poitrine avec des implants mammaires pour atteindre la taille de 34DD (95D). Son pubis est rasé.

## Palmarès
- 2009 : AVN Award de la scène de sexe la plus outrageuse, pour le film Night of the giving head (2008).

## Anecdotes
Samantha Sin possède un chien, un Golden Retriever.
Elle apprend à jouer de la guitare.
Elle est danseuse en bikini au Spearmint Rhino à Torrance.

## Filmographie
- 2010 Cops XXX Parody Too
- 2010 Blow to Pop
- 2010 American Anal Sluts
- 2010 Ass Eaters Unanimous 21
- 2010 In the Butt 5
- 2010 It's Big It's Black It's Jack 10
- 2010 This Ain't Baywatch XXX
- 2009 Slutty School Girls
- 2009 Fetish Fuck Dolls
- 2009 FemDom Ass Worship
- 2009 Hellcats 15

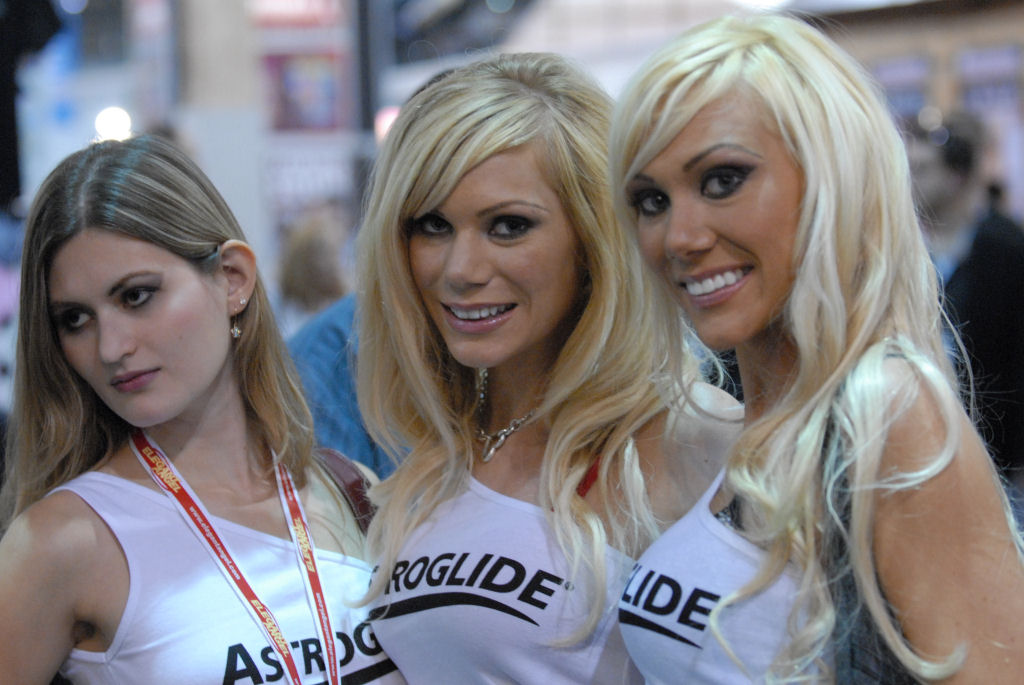
Samantha Sin (à droite) avec sa sœur Sasha Sin (au centre) et Marina Maywood

- 2009 Kick Ass Chicks 66: Blacks & Blondes
- 2009 Kick Ass Chicks 67: Suck Sluts!
- 2009 Kick Ass Chicks 68: Strap-On Fun!
- 2009 Point of View Times Two
- 2009 Storm Squirters 7
- 2009 Tunnel Butts 4
- 2008 Cuckold 4
- 2008 Black Cock Addiction 5
- 2008 Daddy's Worst Nightmare 11
- 2008 Dark Meat: White Treat 5
- 2008 Destination Tonsils 2
- 2008 Face Full of Diesel 4
- 2008 Forced Fem
- 2008 Fucked at Random 2
- 2008 Housewives Gone Black 7
- 2008 Inseminated by 2 Black Men 14
- 2008 Internal Injections 3
- 2008 Meet Cassidey
- 2008 MILFs Take Diesel 2
- 2008 Night of the Giving Head
- 2008 Remodeled
- 2008 Slam It! In a Young Whore
- 2008 Splash Zone
- 2008 Spring Chickens 20
- 2008 Stop or I'll Squirt! 4
- 2008 Storm Squirters 6
- 2008 Stripped Bare
- 2008 Wedding Bell Blues
- 2008 World's Biggest Cum Eating Cuckold
- 2007 Swallow This 6
- 2007 10 Man Cum Slam 25
- 2007 A2m 12
- 2007 Cream Plosions
- 2007 Deep Throat This 36
- 2007 Fillin' Both Holes
- 2007 Innocence: Bad Bad Girl
- 2007 Keep 'Em Cummin'
- 2007 Meat My Ass 8
- 2007 Meet Brea
- 2007 Nasty Blonde Nurses
- 2007 P.O.V. 20
- 2007 POV Cock Suckers 5
- 2007 Rexxx
- 2007 Real Squiters 3
- 2007 Slutty Squirters 2
- 2006 8 Simple Rules for Banging My Teenage Daughter 2 (Samantha Sinn)
- 2006 Secretary's Day
- 2006 Anal Addicts 27
- 2006 Balls Deep 11
- 2006 Craving Big Cocks 13
- 2006 Hardcore Training 6
- 2006 I Film Myself 2
- 2006 In Thru the Back Door
- 2006 Just My Ass Please 5
- 2006 Naughty Book Worms 4
- 2006 One on One 6
- 2006 Plucked Then Fucked
- 2006 POV Casting Couch 10
- 2006 Punk Rock Pussy
- 2006 Dirty debutante # 322